# Міжробдоп
Міжнародна робітнича допомога (Міжробдоп) — міжнародна організація пролетарської солідарності. Її створив Виконком Комінтерну (див. Інтернаціонал Комуністичний) 12 серпня 1921 в Берліні (Німеччина) з метою координації інтернаціональної робітничої допомоги голодним радянської Росії (див. також Голод 1921—1923 років в УСРР). Первісна назва — Тимчасовий закордонний комітет допомоги голодним у Росії. Керівний орган Міжробдопу — ЦК (містився в Берліні, після 1933 — у Парижі, Франція), обирано на міжнародних конгресах організації. Серед засновників і активних діячів Міжробдопу були М.Андерсен-Неске, А.Барбюс, П.Ваян-Кутюр'є, Т.Драйзер, А.Ейнштейн, Р.Ролан, А.Франс, К.Цеткін, Б.Шмераль та ін. видатні європейські й американські інтелектуали.
Розгорнула свою діяльність в Україні в листопаді 1922, припинила – у травні 1923. Надавала продовольчу та виробничу допомогу. Забезпечувала безплатним харчуванням безпритульних дітей і безробітних. Видала їм 382 тис. 530 продовольчих пайків. Крім того, надіслала дитячим будинкам 45 тис. комплектів одягу і 3,6 тис. пар взуття. Асигнувала 40 тис. дол. США й закупила 20 тракторів для відбудови сільського господарства України. З метою запровадити передові зх. технології у пром-сті сприяла відрядженню в Україну іноз. робітників. Філії торговельно-пром. акціонерного т-ва Міжробдопу "Ауфбау" (Industrie und handel Aktiengesellshaft Internationale Arbeiterhilfe für Sowjet Russland "Aufbay"), яке завозило в УСРР с.-г. техніку, діяли в Харкові та Юзівці (нині м. Донецьк).
Виконавши первісне завдання – надання допомоги голодним Росії та України, почала надавати моральну та матеріальну підтримку робітникам різних країн під час страйків, локаутів, безробіття та стихійних лих. Зокрема 1923–24 зібрала в фонд допомоги німецьким страйкарям 600 тис. дол. США, з яких 25 % – в СРСР.
Міжробдоп мав характер масового руху, в ньому переважало колективне членство й постійно існували лише нац. комітети. Рад. секцію Міжробдопу створено 1924. Від 1926 її колективним членом стали рад. профспілки. Однією із найбільш значних акцій рад. секції Міжробдопу була кампанія солідарності 1926–27 із заг. страйком і страйком гірників Великої Британії. Поряд із проголошеним курсом на екон. допомогу пролетаріату, Міжробдоп підтримував революц. рух у багатьох країнах, брав участь у боротьбі проти фашизму. 1935, у зв'язку з неможливістю легального існування в більшості країн, Міжробдоп припинив свою діяльність як самостійне міжнар. об'єднання. Ухвалою Виконкому Комінтерну секретаріат Міжробдопу реформовано у внутр. комісію Комінтерну з надання допомоги компартіям у питаннях соціальної політики. Нац. секції та їхні кадри вливалися в орг-ції "народних фронтів" або в осередки, що боролися за їхнє створення.